# 장암면
장암면(場岩面)은 충청남도 부여군의 면이다.

## 행정 구역
- 석동리(石東里): 행정복지센터 소재지.
- 북고리(北皐里)
- 상황리(上黃里)
- 원문리(元門里)
- 장하리(長蝦里)
- 점상리(店上里)
- 정암리(亭巖里)
- 지토리(紙土里)
- 하황리(下黃里)
- 합곡리(閤谷里)

## 교육
- 장암초등학교
- 남산초등학교 (폐교)
- 남성초등학교 성북분교 (폐교) - 장암면 지토리 130
- 장암중학교 (폐교)